# Snowboard nos Jogos Paralímpicos de Inverno de 2018 - Banked slalom feminino
As provas de banked slalom feminino do snowboard nos Jogos Paralímpicos de Inverno de 2018 foram disputadas no Centro Alpino Jeongseon, localizado em Bukpyeong-myeon, Jeongseon, em 16 de março.

## Medalhistas
| Medalha | Classe SB-LL1        | Classe SB-LL2          |
| ------- | -------------------- | ---------------------- |
| Ouro    | USA Brenna Huckaby   | NED Bibian Mentel-Spee |
| Prata   | FRA Cécile Hernandez | USA Brittani Coury     |
| Bronze  | USA Amy Purdy        | NED Lisa Bunschoten    |

## Resultados

### Classe SB-LL1
| Pos. | Bib | Atleta               | Descida 1 | Descida 2 | Descida 3 | Melhor  | Diferença |
| ---- | --- | -------------------- | --------- | --------- | --------- | ------- | --------- |
| 01 ! | 2   | USA Brenna Huckaby   | 1:00.23   | 56.17     | 57.24     | 56.17   | —         |
| 02 ! | 5   | FRA Cécile Hernandez | 1:02.64   | 1:00.23   | 56.53     | 56.53   | +0.36     |
| 03 ! | 1   | USA Amy Purdy        | 1:09.61   | 1:06.00   | 1:05.40   | 1:05.40 | +9.23     |
| 4    | 4   | USA Nicole Roundy    | 1:09.57   | 1:05.69   | 1:07.56   | 1:05.69 | +9.52     |
| 5    | 3   | CAN Michelle Salt    | DSQ       | 1:23.65   | 1:07.69   | 1:07.69 | +11.52    |

### Classe SB-LL2
| Pos. | Bib | Atleta                 | Descida 1 | Descida 2 | Descida 3 | Melhor  | Diferença |
| ---- | --- | ---------------------- | --------- | --------- | --------- | ------- | --------- |
| 01 ! | 10  | NED Bibian Mentel-Spee | 1:02.25   | 1:00.42   | 56.94     | 56.94   | —         |
| 02 ! | 7   | USA Brittani Coury     | 1:05.28   | 1:00.90   | 59.87     | 59.87   | +2.93     |
| 03 ! | 13  | NED Lisa Bunschoten    | 1:04.18   | 1:00.04   | 1:01.40   | 1:00.04 | +3.10     |
| 4    | 12  | NED Renske van Beek    | 1:16.85   | 1:04.14   | 1:02.21   | 1:02.21 | +5.27     |
| 5    | 9   | ESP Astrid Fina        | 1:10.54   | 1:26.35   | 1:07.11   | 1:07.11 | +8.59     |
| 6    | 11  | CAN Sandrine Hamel     | 1:06.92   | 1:05.53   | 1:10.50   | 1:05.53 | +10.17    |
| 7    | 6   | USA Arlene Cohen       | 1:48.63   | 1:44.46   | 1:49.05   | 1:44.46 | +47.52    |
| 8    | 8   | IRI Sedigheh Rouzbeh   | 6:30.75   | 3:29.18   | DNS       | 3:29.18 | +2:32.24  |

Legenda
| Recorde mundial      | Recorde mundial (World record)               |                       | Recorde africano                      | Recorde africano (African) |                                           | Q | Classificado por posição (Qualified) |
| Recorde paralímpico  | Recorde paralímpico (Paralympic record)      | Recorde da América    | Recorde da América (Americas)         | q                          | Classificado por melhor tempo (Qualified) |   |                                      |
| Melhor marca do ano  | Melhor marca do ano (World leading)          | Recorde asiático      | Recorde asiático (Asian)              | DNS                        | Não largou (Did not start)                |   |                                      |
| Recorde nacional     | Recorde nacional (National record)           | Recorde europeu       | Recorde europeu (European)            | DNF                        | Não terminou (Did not finish)             |   |                                      |
| Recorde pessoal      | Recorde pessoal do atleta (Personal best)    | Recorde da Oceania    | Recorde da Oceania (Oceania)          | DSQ / DQ                   | Desclassificado (Disqualified)            |   |                                      |
| Recorde da temporada | Recorde da temporada do atleta (Season best) | Recorde sul-americano | Recorde sul-americano (South America) | NM                         | Sem marca (No mark)                       |   |                                      |